# Gustav Strniša
Gustav Strniša, slovenski pesnik in pisatelj, * 6. avgust 1887, Kranj, † 4. november 1970, Ljubljana, Slovenija.

## Življenjepis
Otroštvo je preživel v Kranju. Oče Karl je bil po poklicu čevljarski mojster, mama Marija (rojena Vodnik) pa gospodinja. Zaradi revščine je opustil šolanje na nižji gimnaziji in opravljal več priložnostnih del: bil je pisar, prodajalec, urednik, igralec (tudi v Drami), časnikar ... Odločil se je za poklic svobodnega književnika in pisal razne književne zvrsti, predvsem mladinsko liriko in prozo. Poročen je bil s sodno uradnico. Je oče pesnika Gregorja Strniše, ki se je rodil kot četrti otrok; trije otroci so zgodaj umrli. Družina je bila leta 1949 obsojena zaradi suma pomoči političnim emigrantom; Gustav Strniša je bil kaznovan z letom, sin Gregor pa z dvema letoma zapora.

## Delo
Pesmi je objavljal v mesečnikih, kot sta Domači prijatelj in Mladika, v priložnostnih publikacijah (Pionir, Naš val, Novi rod, Ribič), v Ljubljanskem zvonu, sodeloval pa je tudi pri mladinskih oddajah na RTV Slovenija. V časopisu Domovina so izhajale njegove zgodovinske povesti. Kar sedemnajst od osemnajstih del je izdal v samozaložbi.
Med njegovimi vzorniki lahko omenimo njegova sodobnika Griša Koritnika in Radivoja Peterlina - Petruško. Kot pesnik je bil predvsem samouk, a sopotnik slovenske moderne - tako je v njegovi poeziji čutiti vpliv Otona Župančiča, opazni pa so še impresionistični stilizmi, kasneje ekspresivne podobe in socialni, delavski motivi. Najizraziteje je svoj odnos do socialnega in kulturnega življenja prikazal v zbirki krajših zgodb Satire (1938), opremljenih s karikaturami Hinka Smrekarja.

## Mladinska književnost
Večji del svojega opusa je posvetil mladini. V njegovih pravljicah, ki v sebujejo vzorce klasične pravljice (za katere so značilni tipični liki, npr. kralji, čarovnice, palčki, vile, zmaji, graščaki, razbojniki ..., medtem ko kraj in čas dogajanja nista določena) prevladujejo teme: ljubezen, revščina in smrt. Dogajanje poteka na enodimenzionalni ravni čudeža (gre za domišljijsko stvarnost) oziroma v lastnem pravljičnem svetu, ki ga vzpostavlja pravljični subjekt.
V nasprotju s kratko sodobno pravljico klasična umetna pravljica moralizira (Izlet v prirodo, Skopuh Tadej). Hudodelstvo dosledno doleti kazen, dobrim dejanjem in lastnostim sledi nagrada. Ko so junaki v najhujši stiski in so sile zla tik pred zmago, priskočijo dobrim, a slabotnim na pomoč živali, vile, palčki. Poleg značilnih pravljičnih likov se pojavljajo tudi čudežni pripomočki (v pravljici Žeja nastopi zlati prstan, v Zlatem veslu ribič dobi zlato veslo, ki te odpelje kamorkoli želiš). Razvidno je torej ostro nasprotje med dobrim in zlim, zmeraj pa zmaga dobro.
Poseben tip pravljice, ki ga najdemo pri Strniši, je še živalska pravljica, za katero je značilno poosebljenje živali (Miška, Rak Veseljak).
Ljubezenski motivi in motivi narave se pojavljajo tudi v njegovi poeziji za otroke. Izmed uglasbenih pesmi je zelo znana pesem Goslice:
Jaz imam pa goslice,

goslice zveneče,

ki pojó mi pesmice,

pesmi zlate sreče.
Jaz imam pa mamico,

mamico ljubečo,

ji zapojem pesmico,

ji prinesem srečo.

Značilne motive iz narave in vesoljske podobe v novih razsežnostih najdemo tudi v delu Gregorja Strniše, pesnika in dramatika slovenskega modernizma. Ideal pesnika, ki ga je uveljavil Gustav Strniša, je prevzel ter dosegel sin Gregor. Ta se je javnosti prvič predstavil kot ilustrator očetove zbire pesmi za otroke Dih prirode.